# Luís Augusto de Matos Ferreira de Castro
Luís Augusto de Matos Ferreira de Castro foi um Capitão-Tenente da Marinha Portuguesa. Nasceu a 29 de Agosto de 1887, em Lisboa e faleceu a 30 de Março de 1943, em Lisboa. Foi condecorado Comendador da Ordem Militar de Sant'Iago da Espada a 13 de Janeiro de 1921 e Cavaleiro da Ordem Militar de Avis a 28 de Maio de 1932. Era filho do General Luís Augusto Ferreira de Castro e de Margarida Rita de Matos. 
Fonte: https://arquivohistorico.marinha.pt/viewer?id=2367&FileID=4279 Consultado em 21 de Agosto de 2021 pelas 17h13.